# Bellocq (Buenos Aires)
Bellocq es una localidad de la Provincia de Buenos Aires, Argentina, perteneciente al partido de Carlos Casares.

## Historia
Bellocq fue fundada el 8 de diciembre de 1912 por Maria Larramendy de Bellocq, quien donó terrenos para edificios públicos, plazas e iglesia. Hoy, es una de las localidades más importantes del Partido de Carlos Casares y cuenta con 542 habitantes. (CENSO 2010)

## Población
Cuenta con 542 habitantes (Indec, 2010), lo que representa un incremento del 9% frente a los 497 habitantes (Indec, 2001) del censo anterior.
| Gráfica de evolución demográfica de Bellocq entre 1991 y 2010 |
|                                                               |
| Fuente de los Censos Nacionales del INDEC INDEC               |

## Iglesia Santa María
La iglesia construida en el año 1914 por la fundadora del pueblo, María Larramendy de Bellocq, para los monjes benedictinos llegados desde México y España. Construida con materiales importados de Francia, impactan sus vitreaux, el mobiliario y las imágenes que datan de sus inicios. Sufrió algunas modificaciones a lo largo del tiempo, como la intervención de vitraux, la falta de su cúpula, y agregados acorde al deterioro del edificio.